# Anemometr

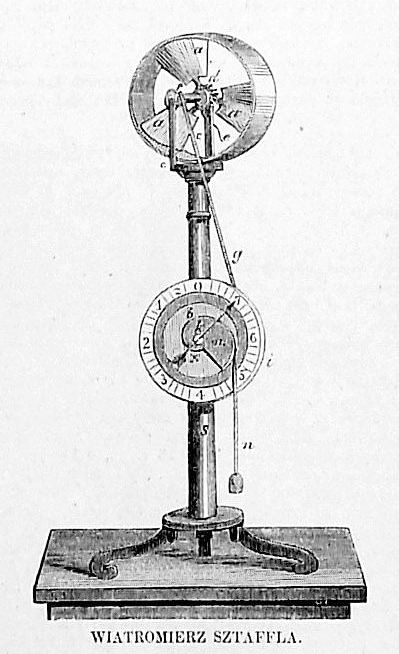
Anemometr Izraela Abrahama Staffela

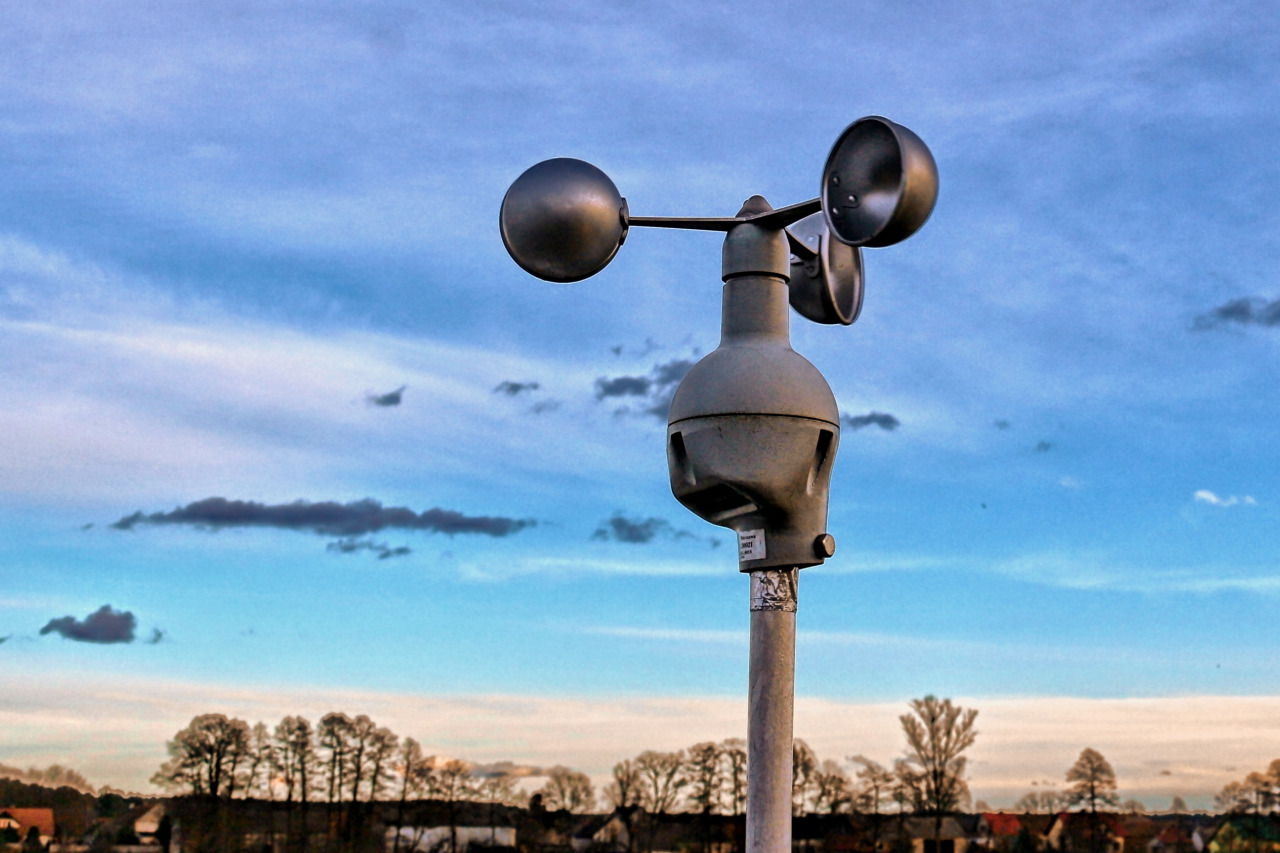
Anemometr czaszowy

Anemometr – przyrząd służący do mierzenia prędkości ruchu gazów i cieczy. Niektóre anemometry wskazują również kierunek ruchu. Anemometr mierzący prędkość wiatru to wiatromierz.
Anemometr, który rejestruje graficznie prędkość lub kierunek wiatru, nazywa się anemografem. Obecnie anemografy są coraz częściej wspierane przez komputerowy zapis danych.
Istnieją różne rodzaje anemometrów:
- obrotowe (rotacyjne) – posiadają element ruchomy wprawiany w ruch przez wiatr
  - wiatrakowe
  - czaszowe – (przedstawiony na drugiej fotografii) na pionowej osi obrotu umieszczony jest krzyżak na ramionach którego umieszczone są półkuliste czasze. Szybkość obrotu układu jest proporcjonalna do prędkości wiatru.
- wychyłowe – wiejący wiatr odchyla od pionu prostokątną płytkę.
- ciśnieniowe – (rurka Pitota) wykorzystują zmianę ciśnienia w poruszającym się płynie
- cieplne (elektryczne) – wykorzystują zmianę odbioru ciepła z płytki podgrzewanej elektrycznie, mierzoną wielkością może być opór elektryczny elementu grzejnego,
- dopplerowskie (ultrasonograficzne) – mierzą częstotliwość dźwięku (ultradźwięku) rozchodzącego się w powietrzu, która zmienia się, gdy ośrodek porusza się względem obserwatora (efekt Dopplera) i w ten sposób wyznaczają prędkość ośrodka.

## Pomiary ultradźwiękowe
Dźwiękowy lub ultradźwiękowy pomiar prędkości wiatru polega na wysyłaniu impulsów akustycznych, które następnie są odbierane przez miniaturowy odbiornik (mikrofon). Używane są różne pasma, jedno z nich to 40 kHz. Mierzony jest czas przebiegu paczki (kilku impulsów) sygnału pomiędzy dwoma punktami (ang. time of flight, w skrócie TOF). Z różnicy TOF rozchodzenia się dźwięku z wiatrem i pod wiatr można określić prędkość wiatru (dwukierunkowy pomiar prędkości). Prędkość w poruszającym się powietrzu mierzona pomiędzy dwoma punktami 12 oraz w odwrotnym kierunku 21 wynosi
C12(mierzone) = C(powietrze) + C(wiatr)
C21(mierzone) = C(powietrze) – C(wiatr)

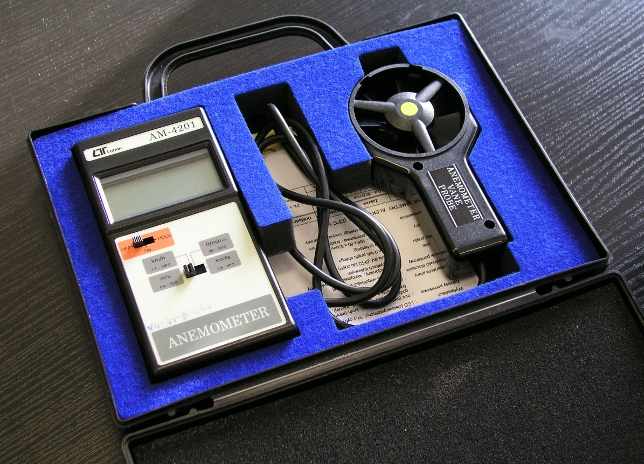
Anemometr skrzydełkowy (wiatrakowy)

gdzie C12(mierzone) jest prędkością zmierzoną od punktu 1 do 2, C21(mierzone) jest prędkością zmierzoną od punktu 2 do punktu 1, C(wiatr) jest szukaną prędkością wiatru, C(powietrze) jest prędkością dźwięku w powietrzu (która zależy m.in. od temperatury powietrza). Z tych dwóch pomiarów można uzyskać informację o prędkości wiatru. Ponieważ prędkość rozchodzenia się dźwięku w powietrzu zależy głównie od temperatury to czujniki dźwiękowe mogą też służyć do pomiaru temperatury.
Używając kombinacji kilku odbiorników i nadajników można określić wszystkie składowe prędkości wiatru.